# Anticuerpos antidigoxina
Los anticuerpos anti-digoxina son fragmentos de inmunoglobulinas de oveja a la que se ha sensibilizado para producir anticuerpos.

## Definición, mecanismo de acción y características
Son muy específicos y permiten la rápida formación de un complejo Fab-digoxina. Esto se debe a que la digoxina tiene mayor afinidad por los anticuerpos que por las membranas biológicas. Los anticuerpos se unen a la fracción libre del plasma y el complejo formado es atóxico y se elimina por orina creándose así un gradiente de concentración que favorece la salida de la digoxina de las células a la sangre para seguir uniéndose a los anticuerpos y facilitando su eliminación Presentan bajo volumen de distribución (0,25-0,5 L/kg), eliminación vía renal (66%) y una semivida de eliminación de 14-30 h .

## Vía de administración y dosis
Se administran siempre por vía intravenosa en 30 min:, La dosis se calcula como equivalente, en términos molares a la cantidad de Digoxina que haya en el cuerpo del paciente. De acuerdo con su peso molecular 40 mg de AcAD neutralizan 0,59 mg de digoxina aunque esto depende de la especialidad farmacéutica del anticuerpo, de si estamos tratando a un niño o un adulto (en función del peso), de si conocemos la concentración de digoxina o de si se trata de una pauta inicial o de mantenimiento
- ADigitalisAntidot (Boehringer) 1 ampolla = 80 mg con capacidad para neutralizar 1mg de digoxina. Medicamento extranjero.
- BDigibind (Welcome) 1 ampolla = 38mg con capacidad para neutralizar 0,5 mg de digoxina. Medicamento extranjero.[6]

Los AcAD han de ser conservados refrigerados entre 2 y 8 °C

## Indicación
Está indicado tanto para adultos como niños en caso de que haya una intoxicación grave por digoxina que comprometa la vida del paciente. Las más importantes son:
1. Pacientes con taquicirritmias que amenazan la vida,hipercaliemia ( >6 mmol / L) o inestabilidad hemodinámica con concentraciones (p.ej. digoxina > 2 Mg / L o> 2.6 nmol / L).
2. Presencias de alteraciones graves del ritmo cardíaco: taquicardia, bradicardia, extrasístoles ventricular con riesgo de taquicardia, fibrilación ventricular y shock cardiogénico.
3. Hiperpotasemia: concentraciones séricas de potasio por encima de 5 mEq/L (6 mEq/l en niños).
4. Concentración plasmática de digoxina > 6 ng/mL.
5. Ingesta de >10 mg en adulto y >5mg en niño p.o o >5 mg iv.[7][8]

## Reacciones adversas
Se han detectado reacciones de hipersensibilidad en el 0.8% de los casos, más probables en alérgicos a antibióticos y asmáticos.(Realización de prueba cutánea: si en 15-20 minutos se produce reacción característica hay hipersensibilidad). En cambio,en un estudio realizado con 150 pacientes con toxicidad por digital potencialmente mortal tratados con anticuerpos antidigoxina solo 14 pacientes con efectos adversos se consideraron como posibles o probablemente causados por Fab; los más comunes fueron el rápido desarrollo de hipopotasemia y la exacerbación de la insuficiencia cardíaca congestiva. No se identificaron reacciones alérgicas en respuesta al tratamiento con Fab. También hay riesgo de que se produzca un descenso rápido de la potasemia en las primeras cuatro horas, por lo que se requiere a la monitorización. En general son pacientes que necesitan monitorización por la gravedad de su situación y deben ser tratados en la UCI.

## Evaluación
La efectividad de los anticuerpos contra digoxina y los mínimos efectos secundarios que presenta su utilización, hacen que sea el tratamiento de elección en caso de intoxicaciones graves con riesgo para la vida. Sería conveniente que todos los hospitales dispusieran de este tipo de tratamiento ya que existen estudios que demuestran que el coste del tratamiento con anticuerpos Fab no sería significativamente mayor que el del tratamiento clásico, ya que este último aumentaría el número de días de ingreso en unidad de cuidados intensivos. Sin embargo en España solo están disponibles en hospitales de referencia de cada provincia a pesar de la urgencia que acompaña su utilización y de la eficacia que presentan.